# Яровий Григорій Іванович
Яровий Григорій Іванович (нар. 24 вересня 1948) — доктор сільськогосподарських наук, професор Державного біотехнологічного університету, провідний і висококваліфікований спеціаліст із технології вирощування та захисту овочевих і баштанних рослин в Україні.

## Біографія
Григорій Іванович народився 25 вересня 1948 року в с. Бердянка Зачепилівського району Харківської області.
З 1955 по 1965 роки навчався в Бердянській середній школі Зачепилівського району Харківської області, здобув середню освіту.
У 1967 році вступив до Харківського сільськогосподарського інституту ім. В. В. Докучаєва, який закінчив у 1971 році.
З 1971 року працював головним агрономом в колгоспі «Червоний Жовтень».
З 1971 по 1972 роки служба в лавах армії.
З 1973 року працював в Обласній службі захисту рослин на посадах: агроном-ентомолог, завідуючий лабораторії діагностики та прогнозування, головний агроном.
У 1991 році Григорій Іванович захистив дисертацію на тему «Белая и черная гнили маточных корнеплодов моркови и разработка мер борьбы с ними в условиях Левобережной Лесостепи УССР».
У 1993 році назначений начальником Харківської обласної станції захисту рослин.
З 2004 року був директором НДІ Овочівництва і баштанництва НААН.
У 2011 році Григорій Іванович захистив докторську дисертацію на тему «Основні хвороби овочевих культур та обґрунтування системи захисту їх в умовах Лівобережного Лісостепу України».
З 2012 року працював завідувачем кафедри плодоовочівництва і зберігання Харківського національного аграрного університету імені В. В. Докучаєва.
З 2021 року по теперішній час працює завідувачем кафедри плодоовочівництва та зберігання продукції рослинництва Державного біотехнологічного університету.

## Праці
Григорій Іванович автор більш ніж 190 наукових праць, 3 книги (навчальні посібники) і більше ніж 20 патентів на винаходи.

## Нагороди
- Бронзова медаль ВДНГ СРСР (1978);
- Почесна відзнака УААН (2006);
- Трудова відзнака Міністерства АПК України «Знак пошани» (2007);
- Почесна грамота Харківської обласної державної адміністрації — Харківської обласної ради (2008);
- Диплом обласного конкурсу «Вища школа Харківщини — кращі імена» у номінації «Завідувач кафедри» (2014);
- орден «За заслуги» ІІІ ступеня (2016).